# José María Candel Crespo
José María Candel Crespo (Murcia, 1940) es un director amateur de cine de animación español, de formación autodidacta sus trabajos están influidos de las películas estadounidenses de los años 1950 y 1960. También es autor de dos libros sobre el cine de animación que son Historia del dibujo animado español y Arte y técnicas de los dibujos animados.

## Biografía
De formación autodidacta, sus mayores aportaciones son en el cine amateur, si bien colabora en el cine profesional para los Estudios Cruz Delgado realizando tares de layout para la serie Don Quijote de la Mancha en 1979 y, más tarde, 1986, colaboró en series de televisión como Mofli, el último koala de Jordi Amorós y en las cabeceras de Verde que te quiero verde y Artesanía de Juan Bautista Sanz y Dora Martínez Alfaro.
En noviembre de 1993 publica su primer libro, Historia del dibujo animado español (ISBN 978-84-7564-147-8), para su realización se basó en entrevistas, prensas de época y algunos libros antiguos, al igual que vio algunas películas que aún se conservaban en filmotecas. Si bien explicó que la información que obtuvo no fue suficiente, ya que es un apartado poco conocido del cine español. En mayo de 2005 se publica su segunda obra, Arte y técnicas de los dibujos animados (ISBN 978-84-606-3761-5).

## Análisis de su obra y premios
La obra de este autor se muestra deudora de los trabajos de la industria americana de los años 50 y 60, como los trabajos de Walt Disney, siendo incluido en la segunda oleada del cine amateur en Murcia junto con Andrés Cegarra, Salvador Clemares Montesinos, Manuel Sánchez Montesinos y Juan Pedro Gómez., entre otros. Además ha cosechado numerosos reconocimientos a nivel nacional entre los que destacan el premio de la Bienal de Cine Amateur de Alicante (1988-1990), la Sirena de Oro de Cartagena (1979), el Sol de Oro de Lorca (1979) y dos Charlot del certamen de Tarrasa (1983, 1988).